# Албанели (Виченца)
Албанели (итал. Albanelli) је насеље у Италији у округу Виченца, региону Венето.
Према процени из 2011. у насељу је живело 36 становника. Насеље се налази на надморској висини од 364 м.